# Harrison (Georgia)
Harrison es un pueblo ubicado en el condado de Washington en el estado estadounidense de Georgia. En el censo de 2000, su población era de 509.

## Demografía
En el 2000 la renta per cápita promedia del hogar era de $18,125, y el ingreso promedio para una familia era de $23,571. El ingreso per cápita para la localidad era de $11,429. Los hombres tenían un ingreso per cápita de $21,250 contra $16,528 para las mujeres.

## Geografía
Harrison se encuentra ubicado en las coordenadas 32°49′32″N 82°43′28″O / 32.82556, -82.72444 (32.825655, -82.724504).
Según la Oficina del Censo, la localidad tiene un área total de 4,6 km² (1,8 mi²), de la cual 4,5 km² (1,7 mi²) es tierra y 0,1 km² (0 mi²) (2.40%) es agua.